# Хуни, Хуанде де
Хуанде де Хуни также Хуан де Жуни и Жан де Жуаньи (исп. Juan de Juni, фр. Jean de Joigny; 1507, Жуаньи, Бургундия — 10 апреля 1577, Вальядолид) — испанский скульптор, художник и архитектор испанского Возрождения.

## Биография

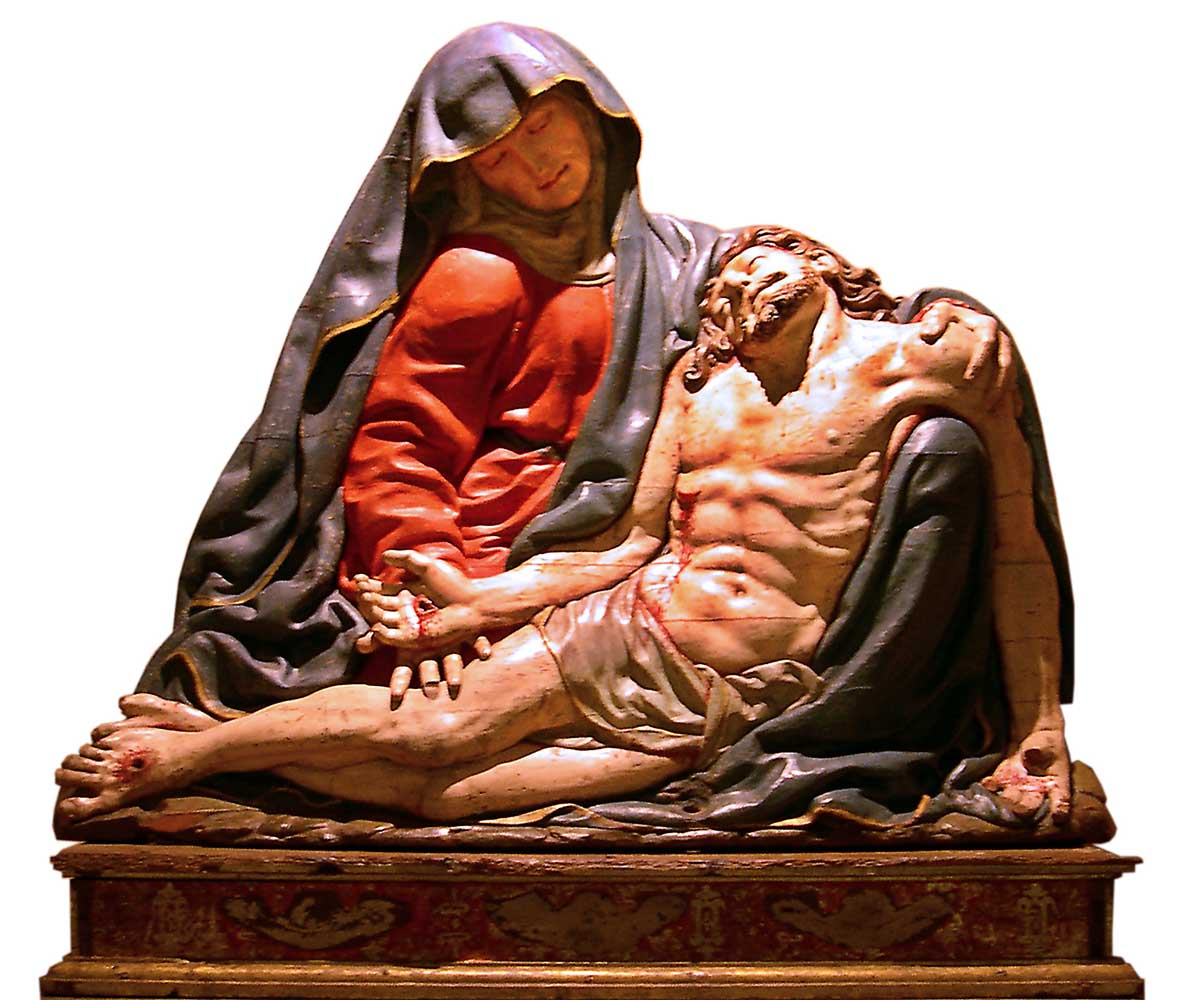
Иисус и Богоматерь (1575)

Французского происхождения. С 1533 года жил в испанском Леоне и Медине-де-Риосеко, в 1540 году переехал и поселился в Вальядолиде, где творил более тридцати лет.
Известен как религиозный скульптор, сакральные работы которого вызывают и поныне сильные эмоции. Показал мастерское знание скульптурных материалов, таких как глина, камень и дерево, и отличное знание анатомии человека.
Вместе с Алонсо Берругете был создателем известной школы кастильской скульптуры.
Как скульптор был близок к маньеризму. Произведения мастера отличаются драматизмом, патетичностью поз и жестов, подчеркнутой выразительностью лиц. Одежды в его статуях падают крупными спутанными складками («Оплакивание Христа», 1571, собор в Сеговии, 1565—1577, капелла Бенавенте церкви Санта-Мария в Медина-де Риосеко, и др.).
Автор многих работ, выполненных из раскрашенного дерева.

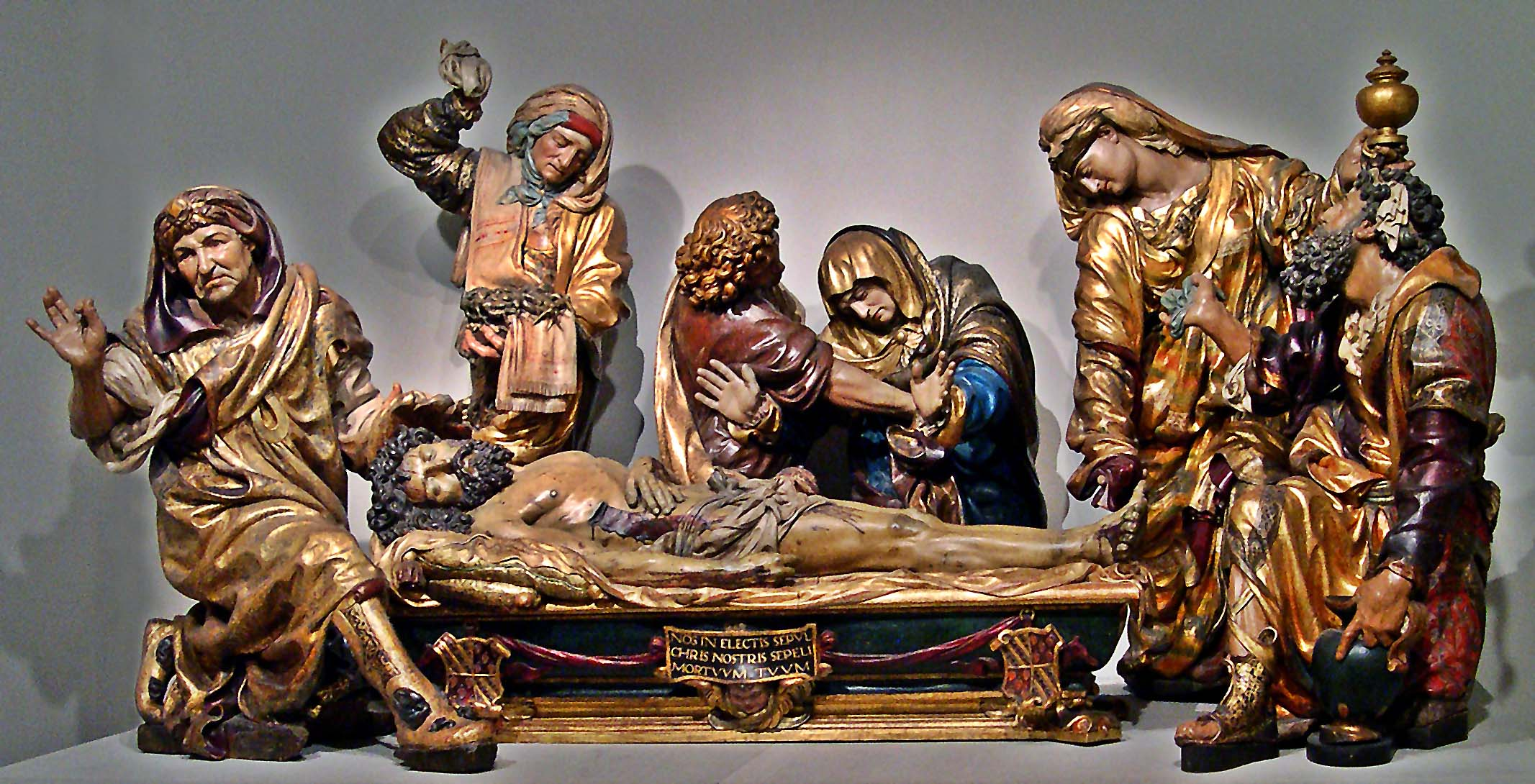
Положение во гроб. Вальядолид